# Seconda battaglia di Cholet
La battaglia di Cholet è stata una battaglia della prima guerra di Vandea combattuta il 17 ottobre 1793 a Cholet.

## Antefatto
La mattina del 16 ottobre 1793, l'esercito cattolico e reale, sconfitto a La Tremblaye, senza munizioni né artiglieria, evacuò Cholet e si ritirò a Beaupréau. L'avanguardia repubblicana comandata da Michel de Beaupuy entrò quindi da sud e attraversò tutta la città senza fermarsi, piazzandosi poi sulle alture a nord. Kléber poi spiegò il resto delle truppe piazzando le divisioni di Beaupuy e di Haxo sul lato sinistro al castello di La Treille, e quelle di Vimeux sul lato destro al castello di Bois-Grolleau. Infine il generale François-Séverin Marceau, che era stato promosso generale di brigata dopo la battaglia di La Tremblaye, si piazzò al centro con il generale Scherb, sulla piana di la Papinière, dove il terreno era sgombro.
Kléber spiegò in seguito il suo piano a Jean Léchelle, generale in capo dell'esercito dell'Ovest, che lo approvò velocemente. Léchelle non aveva alcuna competenza militare, per questo la maggior parte dei rappresentanti in missione avevano deciso di affidare tutto ufficiosamente agli ordini di Kléber.

Nella sera arrivarono i commissari Pierre Bourbotte, René-Pierre Choudieu, Fayaud e Bellegarde, che, oltre ad Antoine Merlin de Thionville, Jean-Baptiste Carrier e Louis Marie Turreau già presenti, portava a sette il numero di rappresentanti in missione a Cholet. Le forze repubblicane attendevano ancora altri 10 000 uomini del generale Alexis Chalbos prima di marciare contro i vandeani, che arrivarono durante la notte.
La mattina del 17 ottobre, i generali repubblicani si riunirono in consiglio di guerra. Kléber propose di dividere l'armata in tre colonne e di andare su Saint-Florent-le-Vieil, Gesté e Beaupréau con lo scopo di circondare l'esercito vandeano per tagliargli la fuga dalla Loira e della strada per Nantes. Il piano fu approvato dai generali, da Marceau, da Merlin di Thionville; in compenso molti altri rappresentanti ed ufficiali, in particolare Chalbos, erano contrari. Chalbos infatti pensava che le sue truppe fossero troppo stanche e gli altri ufficiali pensavano che fosse rischioso dividere l'esercito. Il piano di Kléber alla fine fu respinto e il consiglio optò per una marcia in massa su Beaupréau.
A Beaupréau, lo stato maggiore vandeano era anch'esso diviso sulla strategia da attuare. Il consiglio di guerra fu riunito il 16 ottobre a mezzogiorno: Charles de Bonchamps propose di fare passare la Loira ai bretoni della sua divisione per far insorgere la Bretagna e ottenere rinforzi; Antoine de Talmont, Charles d'Autichamp e Donissan volevano far attraversare tutto l'esercito; Maurice d'Elbée il generalissimo, Henri de La Rochejaquelein e Jean Nicolas Stofflet non volevano lasciare la Vandea; infine Charles de Royrand voleva provare ad aprire un varco verso l'ovest in modo da unire le loro forze con l'esercito di François Charette. Alla fine, decisero di attaccare Cholet e l'armata si mise in marcia. Talmont tuttavia venne inviato a Saint-Florent-le-Vieil con 4 000 uomini per prendere Varades.

## La battaglia
Il 17 ottobre nel pomeriggio, l'esercito vandeano, riunito e forte di 40 000 uomini, si lanciò all'attacco sulle linee repubblicane a nord di Cholet. Rapidamente riuscì a sconfiggere gli avamposti di Beaupuy sulla piana di La Papinière, poi diedero fuoco al campo di ginestre, così da creare un grosso fumo per impedire all'artiglieria repubblicana di sparar loro addosso. I vandeani avanzarono in massa, come truppe regolari, su tre linee e in formazione stretta, contrariamente alla loro tattica abituale. La Rochejaquelein e Royrand comandavano il lato destro, d'Elbée e Bonchamps il centro, Stofflet e Marigny il sinistro.

Le linee di Marceau, le cui truppe, bombardate dai 22 cannoni vandeani ed in netta inferiorità numerica, stavano per cedere; Kléber fece allora intervenire le riserve e gli uomini di Chalbos e i 4 000 uomini di François Muller furono mandati in supporto a Marceau, però appena arrivati sul campo di battaglia, i rinforzi repubblicani, alla vista della massa di soldati vandeani che avanzavano inarrestabili, si diedero alla fuga e rientrarono a Cholet creando una gran confusione al loro passaggio, tanto che lo stesso Carrier si diede alla fuga.
Nel frattempo, a Bois-Grolleau, Vimeux e Scherb riuscivano a tenere testa a Stofflet e Marigny; ma a La Treille, le truppe di Haxo e Beaupuy cedevano di fronte a La Rochejaquelein e Royrand e ripiegarono nei sobborghi di Cholet. Kléber raggiunse allora questo fronte, raccolse alcuni battaglioni delle sue riserve, tra cui il 109º reggimento di fanteria di linea e ordinò loro di superare le linee vandeane per prenderle alle spalle. L'ordine fu effettuato correttamente e i vandeani, credendo che questi fossero un nuovo esercito repubblicano venuto in rinforzo, ebbero un momento di esitazione e subirono il contrattacco repubblicano: riuscirono a resistere per un po', ma dopo una serie di cariche multiple di Kléber, Bard e Beaupuy, finirono per cedere al panico e si diedero alla fuga.
Al centro, Marceau fece nascondere la sua artiglieria dietro la sua fanteria, quindi i vandeani si lanciarono alla carica e Marceau fece arretrare i suoi fanti facendo uscire allo scoperto i cannoni che aprirono il fuoco quando i soldati vandeani erano a breve distanza, causando molte perdite. Sorpreso per l'attacco, il centro vandeano prese la fuga a sua volta mentre la fanteria repubblicana passò al contrattacco.
La situazione però era ancora indecisa, D'Elbée e Bonchamps sapevano che la vittoria era a loro portata, così con alcune centinaia di cavalieri e di fanti, tentarono di riunire il loro esercito, tuttavia non vi riuscirono e finirono per trovarsi quasi circondati dai repubblicani. Nello scontro D'Elbée e Bonchamps vennero colpiti, quasi allo stesso momento, e quindi anche gli ultimi vandeani presero la fuga, portando via i loro generali feriti. Tutti i vandeani presero a fuggire verso la Loira, scortati dagli uomini di François de Lyrot e di Piron de La Varenne che erano giunti tempestivamente per proteggere la ritirata.

## La traversata della Loira
Arrivati a Beaupréau i generali vandeani decisero di non rimanere in città ma di raggiungere Saint-Florent-le-Vieil per attraversare la Loira.

Intanto la spedizione di Talmont su Varades ebbe successo, così il passaggio per la Bretagna. Solo d'Elbée, gravemente ferito, non seguì il resto dell'armata ma partì scortato da un piccolo gruppo di soldati vandeani verso ovest per unirsi all'esercito di Charette e rifugiarsi a Noirmoutier.
Nel frattempo, l'esercito repubblicano smise d'inseguire i vandeani e tornò a Cholet. François Joseph Westermann in compenso, che era rimasto a proteggere Châtillon-sur-Sèvre durante la battaglia, volle lanciarsi all'inseguimento dei vandeani, seguito dalle truppe di Beaupuy e di Haxo, si scontrò in una scaramuccia con 8 000 uomini della retroguardia vandeana ma riuscì a metterli in fuga ed entrare a Beaupréau. La città era deserta, ad eccezione di 400 vandeani che erano rimasti feriti in questo scontro e che furono tutti massacrati.
Durante tutto il 17 e il 18 ottobre, le barche vandeane fecero incessantemente avanti e indietro da una sponda all'altra del fiume per trasportare tutti i vandeani, che oltre ai soldati erano accompagnati da decine di migliaia di feriti, di anziani, donne e bambini, oltre che 4 000-5 000 prigionieri repubblicani.

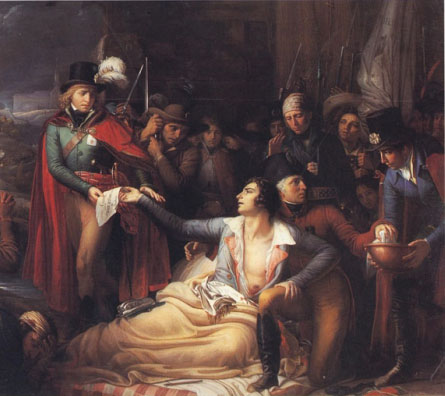
Morte di Bonchamps, dipinto di George Degeorge, 1837.

La moglie di Lescure, Victoire de Donnissan, così scriveva nelle sue memorie:
«Il sig. Cesbon d'Argognes, vecchio cavaliere di San Luigi, li aveva condotti. Era un uomo molto duro, ne aveva fatti fucilare per strada nove che avevano cercato di sfuggire. Non si poteva trascinarli più lontano, né fare loro passare il fiume. Cosa fare dei quattro-cinque mila prigionieri a Saint-Florent? C'era la preoccupazione degli ufficiali; io ero presente, tutti convenivano che occorreva fucilarli immediatamente, fu il parere generale, ma quando si chiese: "Chi andrà ad eseguire l'ordine?" nessuno ebbe il coraggio; uno diceva che questi sfortunati, presi per la maggior parte da quattro a cinque mesi non erano la causa dei massacri, che questa macelleria orribile, commessa a sangue freddo era sopra le sue forze; un altro che sarebbe stato come legittimare, per così dire, gli orrori commessi dai blu; che ciò avrebbe intensificato la collera dei patrioti e avrebbe impedito loro di fare grazia ad alcuna creatura viva in Vandea, in cui restava ancora più della metà degli abitanti. Infine nessuno voleva effettuare una soluzione così barbara, ogni ufficiale si ritirò senza dare ordini. Il signor de Lescure non aveva potuto prendere parte a nessuna decisione, era steso su un materasso con me seduta sopra, solo io potei sentire quando si parlava di uccidere i prigionieri, dire tra i suoi denti: "Quale orrore".»
Tuttavia la presenza dei prigionieri repubblicani chiusi nella chiesa e nell'abbazia di Saint-Florent non passò inosservata agli occhi dei soldati vandeani, che si riunirono e puntarono i fucili davanti alla chiesa, esigendo una rappresaglia per i loro generali feriti e per le devastazioni commesse dai repubblicani. Il generale Charles de Bonchamps intanto venne portato in una casa a sud di Saint-Florent, era stato gravemente ferito in battaglia e ora era morente. Quando venne a sapere che i prigionieri repubblicani stavano per essere giustiziati, si rivolse al suo vice Charles d'Autichamp e gli disse di chiedere la grazia per i prigionieri: "amico mio, è certamente l'ultimo ordine che ti darò, lasciami con la certezza che verrà eseguito".

D'Autichamp si diresse verso la parte settentrionale della città e indirizzato ai soldati vandeani lesse la lettera di Bonchamps ed esclamò "graziate i prigionieri, Bonchamps lo ordina, Bonchamps che muore lo vuole.":
«Camerati, voi mi avete obbedito finora, questo è l'ultimo ordine della mia vita; in qualità di vostro comandante, vi ordino di perdonare i miei prigionieri. Se l'ordine di un capo che muore non ha più di potere su voi, ve ne prego, in nome dell'umanità, in nome di Dio, per il quale combattete! Camerati, se disprezzate il mio ordine e la mia preghiera, mi farò portare in mezzo ai miei prigionieri e i vostri primi colpi cadranno su di me.». I suoi soldati gli obbedirono e i prigionieri furono subito rilasciati.
Il 19 ottobre, alle tre del mattino, uno squadrone di ussari del capitano Hauteville, secondo di Westermann, entrò in Saint-Florent-le-Vieil ma trovò la città deserta: tutti i vandeani avevano passato la Loira. Charles de Bonchamps era appena morto a la Meilleraie quattro ore prima e il suo corpo era stato sepolto nel cimitero di Varades. L'esercito repubblicano rimase ancora a perlustrare i dintorni ormai abbandonati, ma alla fine gli ufficiali repubblicani dovettero riconoscere che i vandeani erano veramente riusciti ad attraversare il fiume, cosa che pensavano fosse impossibile da effettuare in così poco tempo. A questo proposito, Napoleone dirà: «I miei ingegneri sono uomini abili, ma a Saint-Florent i vandeani furono Silfi».
Intanto furono trovati i prigionieri repubblicani graziati da Bonchamps, così Merlin de Thionville scrisse al Comitato di salute pubblica:
«D'Elbée è mortalmente ferito. Bonchamps non ha che qualche ora di vita. Questi nemici della nazione hanno, a ciò che si dice qui, salvato più di quattromila dei nostri che tenevano prigionieri. Il fatto è vero, poiché lo sento anche dalla bocca di alcuni di essi. Alcuni si lasciavano toccare da questa incredibile ipocrisia. Gliel'ho spiegato, e hanno presto capito che non dovevano alcun riconoscimento ai Briganti... Uomini liberi che accettano la vita dalla mano degli schiavi! Non è rivoluzionario... Non ne parlate anche alla Convenzione. I Briganti non hanno il tempo di scrivere o fare giornali. Ciò si dimenticherà come tante altre cose».